# James W. Huffman
James W. Huffman (Chandlersville, 1894. szeptember 13. – Pickerington, 1980. május 20.) az Amerikai Egyesült Államok szenátora (Ohio, 1945–1946).